# Église Saint-Barthélemy de Chalinargues
Pour les articles homonymes, voir église Saint-Barthélemy.
L'église Saint-Barthélemy est une église située en France sur la commune de Chalinargues (Cantal), en région Auvergne-Rhône-Alpes.

## Historique
Le chœur carré et la travée qui le précède datent du XIIe siècle. Au XVe siècle, une travée de la nef, deux petits bas-côtés, le portail et un grand clocher arcade sur l’arc triomphal sont ajoutés. L’escalier à vis permettant d’accéder aux cloches est une construction d’époque moderne.

### Protection
L'église est inscrite au titre des monuments historiques par arrêté du 15 mai 1925.

## Description
L’église présente une nef centrale romane voûtée en berceau plein cintre, ornée à l’arc triomphal de colonnettes à chapiteaux sculptés de motifs géométriques. Le clocher, élevé sur l’arc triomphal, se termine par une ligne horizontale, tandis que son pignon rappelle une forme romane. Le portail date du XVe siècle.